# SCADA
SCADA (аббр. от англ. supervisory control and data acquisition — диспетчерское управление и сбор данных) — программный пакет, предназначенный для разработки или обеспечения работы в реальном времени систем сбора, обработки, отображения и архивирования информации об объекте мониторинга или управления. SCADA может являться частью АСУ ТП, АСКУЭ, системы экологического мониторинга, научного эксперимента, автоматизации здания и т. д. SCADA системы используются во всех отраслях хозяйства, где требуется обеспечивать операторский контроль за технологическими процессами в реальном времени. Данное программное обеспечение устанавливается на компьютеры и, для связи с объектом, использует драйверы ввода-вывода или OPC/DDE серверы. Программный код может быть как написан на одном из языков программирования, так и сгенерирован в среде проектирования.
Иногда SCADA системы комплектуются дополнительным ПО для программирования промышленных контроллеров. Такие SCADA-системы называются интегрированными и к ним добавляют термин SoftLogic.
Термин «SCADA» имеет двоякое толкование. Наиболее широко распространено понимание SCADA как приложения, то есть программного комплекса, обеспечивающего выполнение указанных функций, а также инструментальных средств для разработки этого программного обеспечения. Однако часто под SCADA системой подразумевают программно-аппаратный комплекс. Подобное понимание термина SCADA более характерно для раздела телеметрия.
Значение термина SCADA претерпело изменения вместе с развитием технологий автоматизации и управления технологическими процессами. В 80-е годы под SCADA системами чаще понимали программно-аппаратные комплексы сбора данных в реальном времени. С 90-х годов термин SCADA больше используется для обозначения только программной части человеко-машинного интерфейса АСУ ТП.

## Основные задачи, решаемые SCADA-системами
SCADA системы решают следующие задачи:
- Обмен данными с «устройствами связи с объектом» (то есть с промышленными контроллерами и платами ввода-вывода) в реальном времени через драйверы.
- Обработка информации в реальном времени.
- Логическое управление.
- Отображение информации на экране монитора в удобной и понятной для человека форме.
- Ведение базы данных реального времени с технологической информацией.
- Аварийная сигнализация и управление тревожными сообщениями.
- Подготовка и генерирование отчетов о ходе технологического процесса.
- Осуществление сетевого взаимодействия между SCADA ПК.
- Обеспечение связи с внешними приложениями (СУБД, электронные таблицы, текстовые процессоры и т. д.).

В системе управления предприятием такими приложениями чаще всего являются приложения, относимые к уровню MES.
SCADA-системы позволяют разрабатывать АСУ ТП как автономные приложения, а также в клиент-серверной или в распределённой архитектуре.

### Требования, предъявляемые к SCADA-системам
- надёжность системы (технологическая и функциональная);
- безопасность управления;
- точность обработки и представления данных;
- простота расширения системы.

### SCADA-системы предназначены для
- более точного ведения технологического процесса, стабилизации качества продукции и уменьшения процента брака;
- уменьшения действий оператора, с целью концентрации его внимания на выработке более эффективных решений по управлению процессом;
- программного контроля правильности выработки команд дистанционного управления и, следовательно, минимизации количества ошибок, допускаемых операторами;
- автоматического выявления и оповещения об аварийных и предаварийных ситуациях;
- предоставления полной необходимой информации персоналу в виде различных отчётов;
- анализа факторов, влияющих на качество готовой продукции[2].

## Основные компоненты SCADA
SCADA-система обычно содержит следующие подсистемы:
- Драйверы или серверы ввода-вывода — программы, обеспечивающие связь SCADA с промышленными контроллерами, счётчиками, АЦП и другими устройствами ввода-вывода информации.
- Система реального времени — программа, обеспечивающая обработку данных в пределах заданного временного цикла с учётом приоритетов.
- Человеко-машинный интерфейс (HMI, англ. Human Machine Interface) — инструмент, который представляет данные о ходе процесса человеку оператору, что позволяет оператору контролировать процесс и управлять им.
- Программа-редактор для разработки человеко-машинного интерфейса.
- Система логического управления — программа, обеспечивающая исполнение пользовательских программ (скриптов) логического управления в SCADA-системе. Набор редакторов для их разработки.
- База данных реального времени — программа, обеспечивающая сохранение истории процесса в режиме реального времени.
- Система управления тревогами — программа, обеспечивающая автоматический контроль технологических событий, отнесение их к категории нормальных, предупреждающих или аварийных, а также обработку событий оператором или компьютером.
- Генератор отчетов — программа, обеспечивающая создание пользовательских отчетов о технологических событиях. Набор редакторов для их разработки.
- Внешние интерфейсы — стандартные интерфейсы обмена данными между SCADA и другими приложениями. Обычно OPC, DDE, ODBC, DLL и т. д.

## Концепции систем

Общая схема SCADA системы

Термин SCADA обычно относится к централизованным системам контроля и управления всей системой, или комплексами систем, осуществляемого с участием человека. Большинство управляющих воздействий выполняется автоматически УСО (RTU) или ПЛК (PLC). Непосредственное управление процессом обычно обеспечивается RTU или PLC, а SCADA управляет режимами работы. Например, PLC может управлять потоком охлаждающей воды внутри части производственного процесса, а SCADA система может позволить операторам изменять уставки для потока, менять маршруты движения жидкости, заполнять те или иные ёмкости, а также следить за тревожными сообщениями (алармами), такими как — потеря потока и высокая температура, которые должны быть отображены, записаны, и на которые оператор должен своевременно реагировать. Цикл управления с обратной связью проходит через RTU или PLC, в то время как SCADA система контролирует полное выполнение цикла.
Сбор данных начинается в RTU или на уровне PLC и включает показания измерительного прибора. Далее данные собираются и форматируются таким способом, чтобы оператор диспетчерской, используя HMI, мог принять контролирующие решения — корректировать или прервать стандартное управление средствами RTU/PLC. Данные также могут быть записаны в архив для построения трендов и другой аналитической обработки накопленных данных.

## Архитектура SCADA-систем
В зависимости от сложности управляемого технологического процесса, а также требований к надёжности, SCADA-системы строятся по одной из следующих архитектур:

### Автономные
При использовании данной архитектуры система состоит из одной или нескольких рабочих станций оператора, которые не «знают» друг о друге. Все функции системы выполняются на единственной (нескольких независимых) станции(ях).
Преимущества:
- простота.

Недостатки:
- низкая отказоустойчивость;
- не обеспечивается истинность данных (исторические данные могут отличаться между разными станциями),

### Клиент-серверные
В данном случае система выполняется на сервере, а операторы используют клиентские станции для мониторинга и управления процессом. Высоконадёжные системы строятся на базе двойного либо тройного резервирования серверов и дублирования клиентских станций оператора, дублирования сетевых подключений сервер-сервер и клиент-сервер. При данной архитектуре уже возможно разделение функций SCADA системы между серверами. Например, сбор данных и управление ПЛК выполняется на одном сервере, архивирование данных — на втором, а взаимодействие с клиентами — на третьем.

### Распределённые
При использовании архитектуры распределенной системы управления (РСУ) вычисления осуществляются на нескольких взаимосвязанных вычислительных устройствах, часто с функцией взаимного резервирования. Распределенные SCADA-системы с взаимным резервированием отличаются повышенной надежностью.

## SCADA системы с открытым кодом
В настоящее время существуют решения, основанные на открытом исходном коде.
Одной из первых систем с открытым кодом, является немецкая система Lintouch. Lintouch это HMI с открытым исходным кодом, который позволяет создавать пользовательские интерфейсы для автоматизации процесса. Lintouch работает на большинстве популярных аппаратных и программных платформ, легко и просто масштабируется. Lintouch является свободным программным обеспечением и распространяется под лицензией GNU General Public License. С использованием редактора Lintouch вы можете легко создать свой собственный HMI путем разработки и тестирования графических экранов. Позже вы можете перенести созданный проект Lintouch на устройстве, где она будет выполняться в Lintouch Runtime.

## Уязвимость
SCADA системы могут быть уязвимы для хакерских атак, так, в 2010 году с использованием вируса Stuxnet была осуществлена атака на центрифуги для обогащения урана в Иране. Таким образом, для защиты информационных комплексов, содержащих SCADA-системы, требуется соблюдение общих требований информационной безопасности.
26 мая 2016 года компьютерная группа реагирования на чрезвычайные ситуации (ICS-CERT) предупредила об уязвимостях в SCADA-системах на основе web-технологий, позволяющих удаленно вносить конфигурационные изменения и управлять процессами. Исправить их невозможно поскольку на устройствах (контроллеры Environmental Systems Corporation (ESC) 8832 Data Controller) некуда устанавливать патчи.